# Pieter Willem van der Horst
Pieter Willem van der Horst (né le 4 juillet 1946) est un chercheur et professeur honoraire universitaire, spécialisé dans le Nouveau Testament, la littérature des premiers chrétiens et le contexte juif et hellénique au début de la chrétienté.
Van der Horst est né à Driebergen, aux Pays-Bas. Il étudie la philologie classique et obtient un doctorat en théologie en 1978. De 1969 à 2006, il est successivement assistant chercheur, puis lecteur junior et senior et enfin professeur à la Faculté de Théologie de l'université d'Utrecht. Il est rédacteur d'une série de commentaires sur la littérature juive ancienne publiée par Walter de Gruyter et est membre de l'Académie royale des arts et des sciences néerlandaise.

## Controverse sur leCannibalisme juif
En 2006, van der Horst est entraîné dans une controverse concernant son mémoire de départ à la retraite, Le mythe du Cannibalisme juif, qui retrace le développement de ce thème antisémite, de l'époque hellénistique, au Moyen Âge et jusqu'au nazisme. Il envisage de conclure en examinant la résurgence de ce mythe du cannibalisme dans les médias islamiques contemporains, y compris dans les bandes dessinées, les programmes de télévision et les sermons plus particulièrement en Iran, en Syrie et dans les territoires palestiniens.
Le texte de son exposé est contrôlé par avance par les administrateurs de l'Université d'Utrecht. Selon van der Horst, la doyenne lui demande alors de supprimer le passage sur ce qu'il préfère nommer la haine islamique des Juifs. Elle trouve que la partie de l'exposé concernant l'époque contemporaine est de type pamphlétaire et non-scientifique. Devant son refus de modifier son texte, la doyenne en réfère au  rector magnificus Willem Hendrik Gispen, l'administrateur principal de l'université. Van der Horst est appelé alors à comparaître devant un comité composé du recteur, de deux doyens de faculté et de Bas de Gaay Fortman, un universitaire et politicien qui détient la chaire d'économie politique des Droits de l'homme. L'administration, tout en ne contestant pas la reconstruction de la chaîne des évènements donnée par van der Horst, maintient que celui-ci n'a pas du tout compris le sens de cette convocation. Van der Horst déclare qu'on lui a donné trois raisons pour modifier son mémoire:
« Ils affirment qu'il est trop dangereux de donner lecture du mémoire en entier, car cela pourrait déclencher de violentes réactions de groupes d'étudiants musulmans bien organisés, ce dont le recteur ne peut prendre la responsabilité. Le comité a aussi dit que mon discours risquerait de contrecarrer les efforts de construction d'un pont entre les étudiants musulmans et les étudiants non musulmans à l'université.  Finalement, ils ont dit que mon exposé se situait nettement en dessous des standards de qualité de l'université »
Van der Horst rapporte qu'on lui a donné 24 heures pour modifier sa conférence, et qu'il sortit de la réunion dans un état de confusion totale. Dans un article paru dans  The Wall Street Journal, il écrit qu'il s'est décidé à présenter une version expurgée, n'ayant aucun moyen de vérifier le risque couru par lui ou par d'autres personnes. Comme on mettait en doute sa réputation académique, il a demandé à plusieurs de ses collègues, y compris à trois professeurs d'études islamiques, dont il préfère taire les noms, de vérifier son travail d'un point de vue académique. Selon van der Horst, aucun d'eux ne trouva des faiblesses ou des lacunes dans son travail, ni des affirmations outrageantes pour l'islam, Mahomet ou le Coran.
Van der Horst délivre donc son discours d'adieu tronqué le 16 juin 2006. Le lendemain, l'incident commence à recevoir une couverture médiatique aux Pays-Bas. Les passages supprimés sont publiés dans le journal Trouw, qui avait été contacté par les professeurs collègues de van der Horst. Les articles publiés incluent certains passages que van der Horst lui-même avait identifiés comme sujets à polémiques, comme le lien entre le fascisme allemand et la diffamation islamique des Juifs, dans le Moyen-Orient actuel, avec des déclarations telles que « l'islamisation de l'antisémitisme européen est un des développements les plus effrayants des dernières décennies. » .
Le 22 juin, Gispen, le rector magnificus répond à la controverse dans une interview au NRC Handelsblad, un  autre journal néerlandais. Gispen maintient que ni l'"islamophobie" ni la censure ne sont en cause, mais uniquement la qualité du travail de van der Horst. Il attribue cette polémique au ressentiment de van der Horst d'avoir été obligé de prendre sa retraite et à la marginalisation de son département académique.

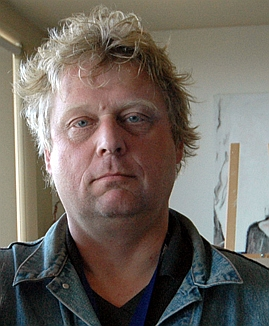
Theo van Gogh, cinéaste assassiné

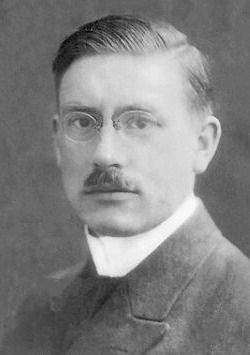
Peter Debye, lauréat Nobel néerlandais

Van der Horst publie un article dans The Wall Street Journal le 30 juin, dans lequel il affirme qu'en dépit de la publication de la totalité de son mémoire dans plusieurs médias, « il n'avait reçu aucune réaction musulmane négative, encore moins de menace », bien que certains le critiquent pour avoir trop généralisé.
Les critiques interprètent la réaction de l'université comme faisant partie d'une politique d'apaisement excessive à l'égard de la mouvance islamiste, à la suite du meurtre du cinéaste néerlandais Theo van Gogh par un extrémiste islamiste fin 2004 et aux menaces proférées contre Ayaan Hirsi Ali, membre du parlement néerlandais, et qui émigra aux États-Unis en 2006. L'incident a été comparé à la gestion par l'Université d'Utrecht des accusations contre Peter Debye, prix Nobel de chimie, dont le nom avait été donné à l'Institut de Physique et Chimie. Le nom de Debye avait ensuite été retiré, à la suite d'allégations qu'il aurait collaboré avec les nazis quand il était directeur du Kaiser Wilhelm Institute à Berlin dans les années 1930. Gispen lui-même admet que sa position envers le mémoire de van der Horst avait été influencé par la controverse sur Debye.
Les médias néerlandais couvrent la controverse avec de nouvelles histoires et les éditoriaux apportent leur soutien soit au recteur soit à van der Horst La controverse attire l'attention des blogs anglophone traitant de l'antisémitisme ou de l'effet de l'islamophobie sur la liberté académique. 
Les médias français ont dans leur ensemble ignoré cette controverse.[réf. nécessaire]
Van der Horst a publié "The Myth of Jewish Cannibalism: A Chapter in the History of Antisemitism" (Le mythe du cannibalisme juif: un chapitre dans l'histoire de l'antisémitisme) dans Proceedings of the Israël Academy of Sciences and Humanities (English Series), vol. 8 (2008). Il fait remonter l'origine de la croyance, que les Juifs assassinaient un non-Juif chaque année pour consommer rituellement les entrailles et le sang, à Apion, un historien d'Alexandrie qui construisit ce mythe pour opposer les divinités égyptiennes civilisées au Dieu des Juifs.

### Le mémoire controversé
- Le texte du mémoire: De mythe van het joodse kannibalisme (en néerlandais) dans sa forme modifiée est disponible sur:   online.
- Le texte complet du mémoire (en néerlandais) est téléchargeable sur:   novatv.nl
- (en):  Jewish Cannibalism: The History of an Antisemitic Myth. Telos 144 (Automne 2008). New York: Telos Press. Traduction anglaise du mémoire.

### Autres livres écrits ou coécrits par van der Horst
L'accusation portée par la direction de l'Université d'Utrecht concernant la qualité du travail de van der Horst parait inapproprié car celui-ci en plus de nombreux articles dans de prestigieuses revues, a publié, édité ou contribué à de nombreux livres traitant de l'hellénisme, du judaïsme et du début de la chrétienté:  
- (en): An Alexandrian Platonist against Dualism: Alexander of Lycopolis' Treatise 'Critique of the Doctrines of Manichaeus. Traduction avec introduction et notes; en collaboration avec J. Mansfeld. Brill 1974[18].
- (en):  The Sentences of Pseudo-Phocylides. Introduction et commentaires. Brill, 1978[19].
- (en):  Miscellanea Biblica: Seven Months' Children in Jewish and Christian Tradition. Ephemerides Theologicae Lovanienses, 1978.
- (en):  Chaeremon, Egyptian Priest and Stoic Philosopher: The Fragments Recueil et traduction. Brill, 1984[20].
- (en):  Aelius Aristides and the New Testament. Brill Archive, 1980[21].
- (en):  The Jews of Ancient Crete. Oxford Centre for Postgraduate Hebrew Studies, 1988.
- (en):  Jews and Christians in Aphrodisias in the Light of Their Relations in Other Cities of Asia Minor. Theologische Faculteiten der Rijksuniversiteiten, 1989.
- (en):  Studies on the Testament of Job. With Michael A. Knibb. Cambridge University Press, 1990.
- (en):  Studies on the Hellenistic Background of the New Testament. Avec Gérard Mussies. Faculteit der Godgeleerdheid, Rijksuniversiteit te Utrecht, 1990.
- (en):  Essays on the Jewish World of Early Christianity. Universitätsverlag Vandenhoeck & Ruprecht, 1990.
- (en):  Ancient Jewish Epitaphs: An Introductory Survey of a Millennium of Jewish Funerary Epigraphy (300 BCE-700 CE). Peeters Publishers, 1991[22].
- (en): "Jewish Poetical Tomb Inscriptions." In Studies in Early Jewish Epigraphy. Éditeur avec J. W. van Henten. Brill, 1994[23].
- (en):  The Birkat Ha-minim in Recent Research. T. & T. Clark, 1994.
- (en):  Aspects of Religious Contact and Conflict in the Ancient World. Faculteit der Godgeleerdheid Universiteit Utrecht, 1995.
- (en):  Polyhistor: Studies in the History and Historiography of Ancient Philosophy: Conférence pour le soixantième anniversaire de Jaap Mansfeld . En collaboration avec Keimpe A. Algra et David T. Runia. Brill, 1996. Essais de vingt-deux contributeurs[24].
- (en):  Hellenism Judaism Christianity: Essays on Their Interaction. Peeters Press, 1998[25]
- (en):  Dictionary of Deities and Demons in the Bible DDD. En collaboration avec K. van der Toorn et Bob Becking. William B. Eerdmans Publishing, 1999, 2nd édition[26]
- (en):  Prayers from the Ancient World: Greco-Roman, Jewish, and Christian Prayers. En collaboration avec Gregory E. Sterling. University of Notre Dame Press, 2000. Soixante prières gréco-romaines, juives et des premiers chrétiens, s'étendant de l'an - 700 à l'an + 500.  .
- (en):  Japheth in the Tents of Shem: Studies on Jewish Hellenism in Antiquity. Peeters Publishers, 2002[27]
- (en):  "Anti-Samaritan Propaganda in Early Judaism." In Persuasion and Dissuasion in Early Christianity, Ancient Judaism, and Hellenism. En collaboration avec Maarten J. J. Menken, Joop F. M. Smit, Geert Van Oyen. Peeters Publishers, 2003[28].
- (en):  Philo's Flaccus: The First Pogrom. Introduction, traduction et commentaires. Brill, 2003[29]
- (en):  Jews and Christians in Their Graeco-Roman Context. Mohr Siebeck, 2006[30].
- (en):  Early Jewish Prayers in Greek: À Commentary. En collaboration avec Judith H Newman. Walter De Gruyter, 2008. Texte, traduction et commentaires sur douze prières juives composées par des communautés parlant le grec.

Van der Horst a été honoré par la publication de: Empsychoi Logoi: Religious Innovations in Antiquity. Studies in Honour of Pieter Willem van der Horst (Leiden: Brill, 2008), qui fait partie de la série Ancien judaïsme et début du christianisme. Le volume a été édité par Alberdina Houtman, Albert de Jong et Magda Misset-van de Weg.